# Thomas Waleys
Thomas Waleys (1287 – 1350) è stato un teologo inglese, maestro di teologia domenicano dell'Università di Oxford che nel 1333 pronunciò un sermone sulla visione beatifica. 
Il sermone lo portò in conflitto con le autorità ecclesiastiche di Avignone, poiché la sua idea che i santi e le anime purificate avrebbero visto Dio subito dopo la morte era in contrasto con la posizione di papa Giovanni XXII, il quale affermava invece che l'essenza di Dio sarebbe stata rivelata solamente dopo il Giudizio Universale.
Nel sermone Waleys ebbe cura di non accusare il papa di eresia, bensì si limitò a sostenere che coloro che sostenevano la tesi secondo la quale i beati godrebbero della visione beatifica solo dopo il giudizio finale, lo facevano solo con l'intenzione di ottenere qualche beneficio dal pontefice e non perché fossero realmente convinti di tale tesi.
Questo intervento gli costò l'immediata reclusione e poi un processo svolto presso la corte pontificia nel 1333. Come era avvenuto in altri conflitti sorti durante il suo pontificato, un nutrito gruppo di cardinali e vescovi partecipò al processo e al chiarimento del problema teologico. Anche se il processo si era concluso con la condanna per eresia, Wayles non finì sul rogo (così come il suo compagno dell'ordine, Durandus di San Porciano), poiché nel frattempo era morto papa Giovanni XXII. Le affermazioni di Tommaso ricevettero conferma, prima all'Università di Parigi, e poi quando nel 1336 papa Benedetto XII nella bolla Benedictus Deus sancì la tesi con la quale si dichiarava dogmaticamente che i beati -cioè coloro che sono morti avendo già purificato se stessi o coloro che hanno già subito la purificazione in Purgatorio dopo la morte- godono della visione beatifica senza dover attendere il Giudizio finale.
Waleys fu infine liberato dalla prigione papale e gli fu concesso di tornare in Inghilterra.
Nella prima metà del XIV secolo Waleys scrisse un trattato che differenziava lo stile del sermone tra il modo antico di predicare e uno stile più nuovo. L'antica maniera usata dai Padri della Chiesa e dai santi era ancora predicata in Italia e in altri luoghi. Il sermone moderno, tuttavia, era ascoltato più di frequente. Il modus antiquus era costituito da un commento verso per verso alla lettura evangelica del giorno, mentre il sermone moderno aveva il suo fondamento su un thema scelto individualmente.

## Opere
- De divinis moribus, Colonia, 1472 versione digitale